# Piet Reckman
P.H.T. (Piet) Reckman (Zwolle, 8 juli 1928 – Odijk, 15 juni 2007) was een Nederlands politiek activist en publicist die zich zijn hele leven inzette voor de derde wereld, onderwijsvernieuwing en het milieu.

## Onderwijs en scholing
Reckman volgde de onderwijzersopleiding in Hilversum en gaf daarna les in Zwolle. Na een conflict met de onderwijsinspectie was hij gedurende vijf jaar werkzaam als onderwijzer/cultureel leider in een kamp voor heropvoeding van straatjeugd.
Vanaf 1965 was hij docent, onderwijscoördinator en adjunct-directeur van sociale academie, later hogeschool De Horst in Driebergen. Daar vormde hij in september 1971 met 58 tweedejaarsstudenten en de docenten Pier van Gorkum, Bert ter Schegget, Rudi van Roon, Theo Jonkergouw en Hein Cras een Alternatieve Academie. Deze academie werd gegrondvest op een drietal 'marxistisch-leninistische beginselen':
- De economische onderbouw is bepalend voor de verhoudingen in de samenleving;
- De machtelozen moeten niet individueel geholpen, maar in groepen georganiseerd worden;
- Autoritaire structuren willen altijd met democratische middelen bestreden worden.

Door de daarop volgende ontwikkelingen werd de komst mogelijk van een aantal 'Bijzondere Leerroutes', zoals de Interculturele Leerroute, later de Leerroute Multi-etnisch Welzijnswerk (1981-1992). Overigens zag Reckman niets in deze leerroutes. In 1991 nam hij afscheid van De Horst.
Sinds 1994 trainde hij wijkagenten en wijkgroepen die zich met leefbaarheid bezighouden.

## Politiek activisme

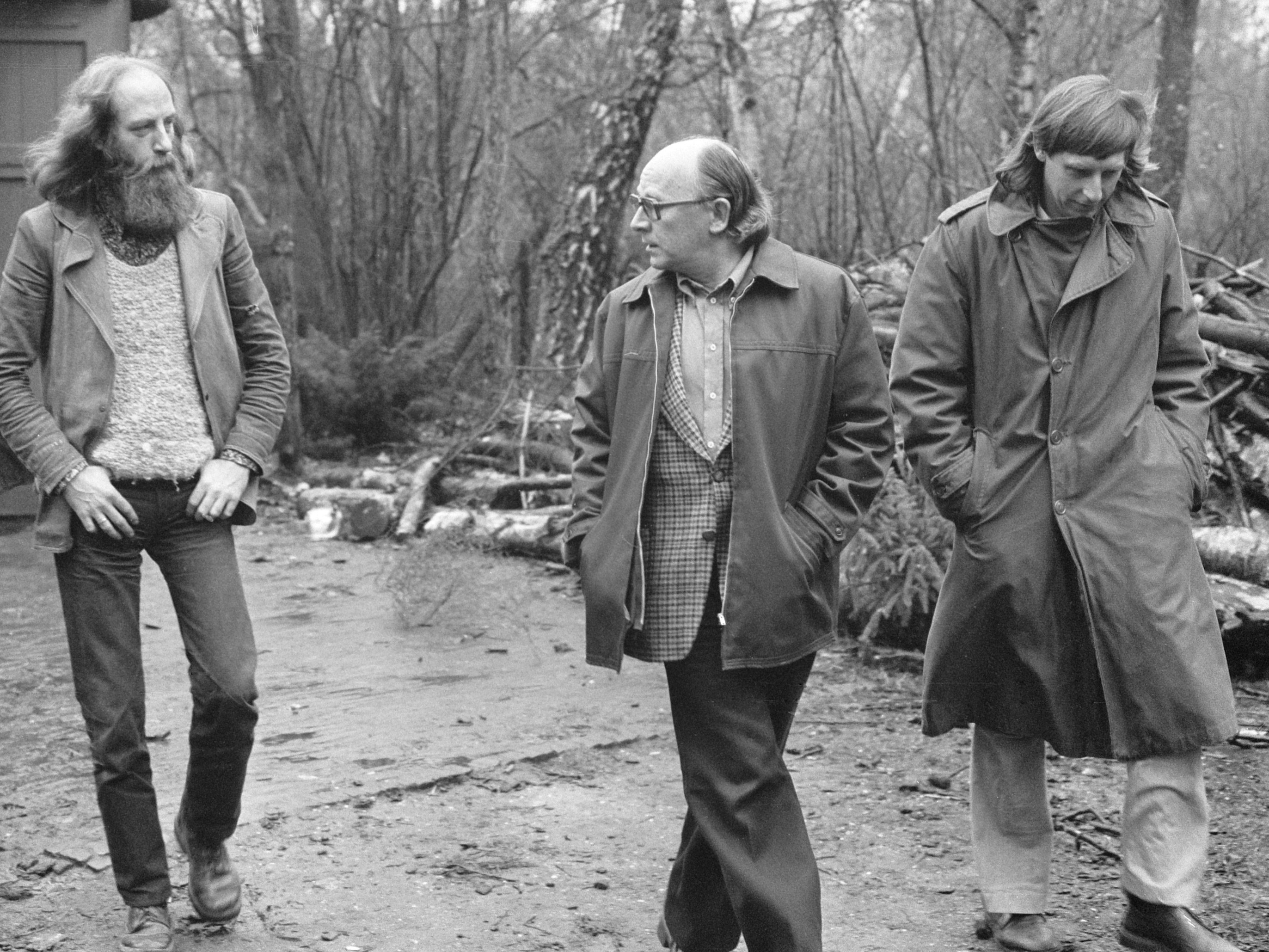
1974, het bestuur van Nieuw-Dennendal, Piet Reckman in het midden

In de jaren vijftig maakte Reckman deel uit van de Pleingroep van Simon Jelsma, een achterneef van hem. Deze groep zette onder de Nederlandse bevolking een bewustwordingsproces in gang met betrekking tot het armoedevraagstuk en de derde wereld. Vanuit de Pleingroep ontstonden de actiegemeenschap Sjaloom, de Novib, het XminY Solidariteitsfonds en de wereldwinkels. Ook de voorzitter van het Interkerkelijk Vredesberaad (IKV), Ben ter Veer die de bedenker was van de campagne "Help de kernwapens de wereld uit, om te beginnen in Nederland" was uit de Pleingroep voortgekomen.
In 1968 ontwikkelde Reckman 1968 het "Witte Huis aan Huis plan", ofwel de "Aktie Precedent", een campagne waarbij vrijwilligers langs de deuren gingen om briefkaarten af te geven die konden worden gestuurd naar een Amerikaan, met de oproep om bij de verkiezingen rekening te houden met de opinie van de kandidaat inzake de oorlog in Vietnam. Het was het jaar dat Robert Kennedy op wie de vredesbeweging zijn hoop had gevestigd, tijdens de voorverkiezingen werd vermoord. Richard Nixon won ten slotte de verkiezingen.
In 1974 was Reckman bestuurslid van Nieuw-Dennendal, een alternatieve woon- en leefgemeenschap van mensen met een verstandelijke handicap, op het hoogtepunt van het conflict dat aan die gemeenschap een einde maakte.
In 1977 speelde hij een rol bij de kabinetsformatie dat jaar. PvdA-fractievoorzitter Ed van Thijn had een akkoord gesloten over de totstandkoming van een tweede kabinet-Den Uyl. Dit zou bestaan uit PvdA, CDA en D66. In de PvdA, ook in het partijbestuur en de Tweede Kamerfractie, was er echter onvrede over onder andere de verdeling van de ministersposten. Deze onvrede kwam tot uiting in de vergadering van de partijraad van 25 oktober 1977. Reckman trad daar op als woordvoerder van de ontevredenen, en de door hem ingediende motie werd met 53 tegen 35 stemmen aangenomen.
In tegenstelling tot wat soms beweerd wordt, was daarmee niet het doek gevallen. De PvdA-Tweede Kamerfractie legde zich in meerderheid niet bij de uitspraak neer, en besloten werd dat op zaterdag 5 november een buitengewoon partijcongres bijeen zou komen. Dit congres zou moeten beslissen over het meningsverschil tussen tweedekamerfractie en partijraad. De onderhandelingen met het CDA werden voortgezet, maar bij deze onderhandelingen werd geen overeenstemming bereikt over de ministerskandidaten. Daarom gaf formateur Den Uyl op 4 november, dus nog vóór het congres, zijn formatie-opdracht terug. Er kwam een kabinet van CDA en VVD (kabinet-Van Agt I). Pas in 1981 zou de PvdA weer regeringspartij worden, zij het voor slechts acht maanden. In 1989 stapte Reckman over naar GroenLinks.
In 1980 richtte Reckman met H.R. von Meyenfeldt de stichting DIAS (Diensten Internationale Arbeiders Samenwerking) op, die faciliteiten aanbood aan werknemers in multinationale ondernemingen bij hun initiatieven tot internationale samenwerking met buitenlandse collega's. In 1985 moest de stichting opgeheven worden.
Begin jaren negentig richtte Reckman de Mondiaal Sociale Beweging op, met als doelstelling begeleiding van en training in self-reliance. De stichting schenkt geld aan derde-wereldprojecten. Hij noemde zichzelf directeur van deze Beweging.
In 2003 schreef hij samen met Frank Martinus Arion 'een plan tot reparatie van de schade door kolonialisme en slavernij', vergezeld van 'conclusies en aanbevelingen door de Schuldencommissie van de Centrale Bank van de Antillen', met als doel dit Reparation-plan te doen ondertekenen door ten minste een dertigtal 'te goeder naam en faam bekend staande, tevens progressief-kritische mensen van de Nederlandse Antillen en Nederland. Publicatie zou dan plaats kunnen vinden na de Algemene Beschouwingen over het beleid-Balkenende II n.a.v. de Miljoenennota, en wel op dinsdag 22 september.' 
Na een korte ziekte overleed Reckman, "de profeet van de harde aktie", op 78-jarige leeftijd.

## Publicaties
Beperkt tot officiële uitgaven, geen artikelen. De toelichtingen op de inhoud zijn van Reckman zelf.
- Leven is laten leven - eerste wervingsbrochure van de NOVIB - NOVIB, Den Haag 1956
- 1%-aktie Daadwerkelijke Gerechtigheid - pleidooi voor wereldaktie tegen wereld-nood - NOVIB, Den Haag 1961
- De Rechten van de Mens - beginselen, artikelen en uitwerkingsverdragen - Sjaloom Odijk, kosmoschriften 1964
- Het Witte Huis-aan-huis-plan - werkboekje van de "aktie precedent" - Anthos, Baarn 1968
- Het Blauwe Boekje - Reckman sprak zelf van een revolutionaire opwekking; geschreven in opdracht en onder verantwoordelijkheid van de Katholieke Werkende Jongeren in Nederland; de ondertitel is: Vredesdienstregeling - K.W.J. Nederland 1968
- Je geld of je leven - over wereldhandelsconferentie UNCTAD II in New Delhi - Anthos, Baarn 1968
- Aan de werkers van het elfde uur - mondiale oriëntatie Wereldraad van Kerken, Uppsala - La Rivièra en Voorhoeve, Den Haag 1969
- Riet, het verhaal van de suiker - suiker als voorbeeld wanverhouding economie van onze wereld - Uitgeverij In den Toren, Baarn 1970
- Kosmokomplot 70 - mondiale oriëntatie van het Interkerkelijk Vredesberaad - IKV, Den Haag 1970
- Sociale Aktie, naar een strategie en methodiek - methodes en technieken maatschappelijke veranderingen - Anthos, Baarn 1971 - ISBN 90 6074 442 x
- Schijngestalten van de macht - over UNCTAD III en Chili onder Salvador Allende - Anthos, Baarn 1972 - ISBN 90 6074 451 9
- Chili blijft een unieke ervaring - rol van het recht in overgansgfase naar het socialisme - Kosmodok, Sjaloom Odijk 1973
- Sociale Aktie, opnieuw bekeken - herziene en aangevulde versie van Sociale Aktie - Anthos, Baarn 1974 - ISBN 90 6074 465 9
- Ons soort mensen - over de derde wereld en de onze - St. Ontw.samenwerking Vakbeweging 1974
- Nieuw Dennendal, een goede buurt gesloopt - samen met vier anderen: geschiedenis van het Dennendal-conflict - Anthos, Baarn 1975 - ISBN 90 6074 467 5
- De Multinationale - over aard en werking van de multinationale onderneming - Sjaloom Odijk 1976 - ISBN 90 6249 023 9
- Doorn in de vuist - met John Huige - over vernieuwing politiek en economie - Sjaloom Odijk 1978 - ISBN 90 6249 042 5
- Puerto Rico, portret van de uitbuiting - film + boekje en single over uitbuiting van het eiland - eigen uitgave 1979
- Hoe Anders? - filosofie en methodiek van maatschappij-verandering - Anthos, Baarn 1980- ISBN 90 6074 523 X
- Werkboekjes Beginselprogramma PvdA (5-tal) - over macht (1), vrede (2), milieu (3), democratisering (4), welzijn (5) - Huisdrukkerij PvdA 1981
- Het boek NEE - over burgerlijke ongehoorzaamheid - Anthos, Baarn 1983 - ISBN 90 6074 598 1
- Leren is Ageren - met Rudi van Roon - leerwerkwijze Integratie Theorie-Praktijk - Anthos, Baarn 1983 - ISBN 90 6074 591 4
- Derde Wereld in drievoud - reisverslag Puerto Rico, Suriname, Brazilië - eigen uitgave 1984
- Het rijk van de vrijheid - met John Huige - nieuwe sociale bouwstenen - Anthos, Baarn 1985
- Ik herinner mij de toekomst - ghostwriting Cees Commandeur: Signalen van een ex-vakbondsbestuurder - Anthos, Baarn 1986 - ISBN 90 6074 195 1
- Perspectief uit noodzaak - leer/werkboek agogiek - MSB (voorheen v. Loghum Slaterus) 1988
- Demokratie als werkwoord - afscheidsbundel Erik Behrend,[2] directeur academie De Horst - Stichting Akademie De Horst 1988
- Perestroika op zijn Nederlands - bijdrage tot sociale vernieuwing - Uitgeverij De Horst 1990
- Aprender es Practicar - uitgave in het Spaans van "Leren is Ageren" - Editorial Humanitas, Buenos Aires 1991 - ISBN 950 582 302 9
- Naar een mondiaal-sociale beweging - afscheidscollege Hogeschool De Horst 6 september 1991 - Stichting Akademie De Horst 1991
- 't Idee is wel goed, maar… - bundel verhalen en gedichten van maatschappijcritische aard - MSB Odijk 1992
- Van Onder Op - self-reliance methodiek, speciaal voor Politie - SMP, Dordrecht 1995
- (Ge)loven en (ge)bieden op de markt - verhouding publiek-privaat, marktwerking - Stichting Milieu Academie 1995
- Eenentwintigste eeuw - "een droom van een werkelijkheid" - MSB 1998 - ISBN 90 804129 1 0
- Hermandad, dat zijn wij zelf - werkboek veiligheid en leefbaarheid - Koninklijke Vermande 1999 - ISBN 90 5458 751 2
- De Grondwet van de Straat - Loesje-achtige teksten t.b.v het werken in de wijk - RWA-Grafisch Centrum Amersfoort 1999
- Zaankanteling - met Rob Schouten en José Vosbergen - praktisch boek over de kanteling van een gemeentelijke organisatie - Reed Business Info + MSB 2002 - ISBN 90 5901 809 5
- Opvoeden, ieders ambacht... - thuis, op straat, in de school, op het werk - Free Musketeers, Soest 2005 - ISBN 908539-134-2